# 日本錦蛇
日本錦蛇（學名：Elaphe climacophora），亦稱日本鼠蛇，是蛇亞目游蛇科錦蛇屬下的一種無毒蛇類，主要分布於日本，是當地的特有種，在日本被稱為「青大將」、「黃頷蛇」。

## 特徵

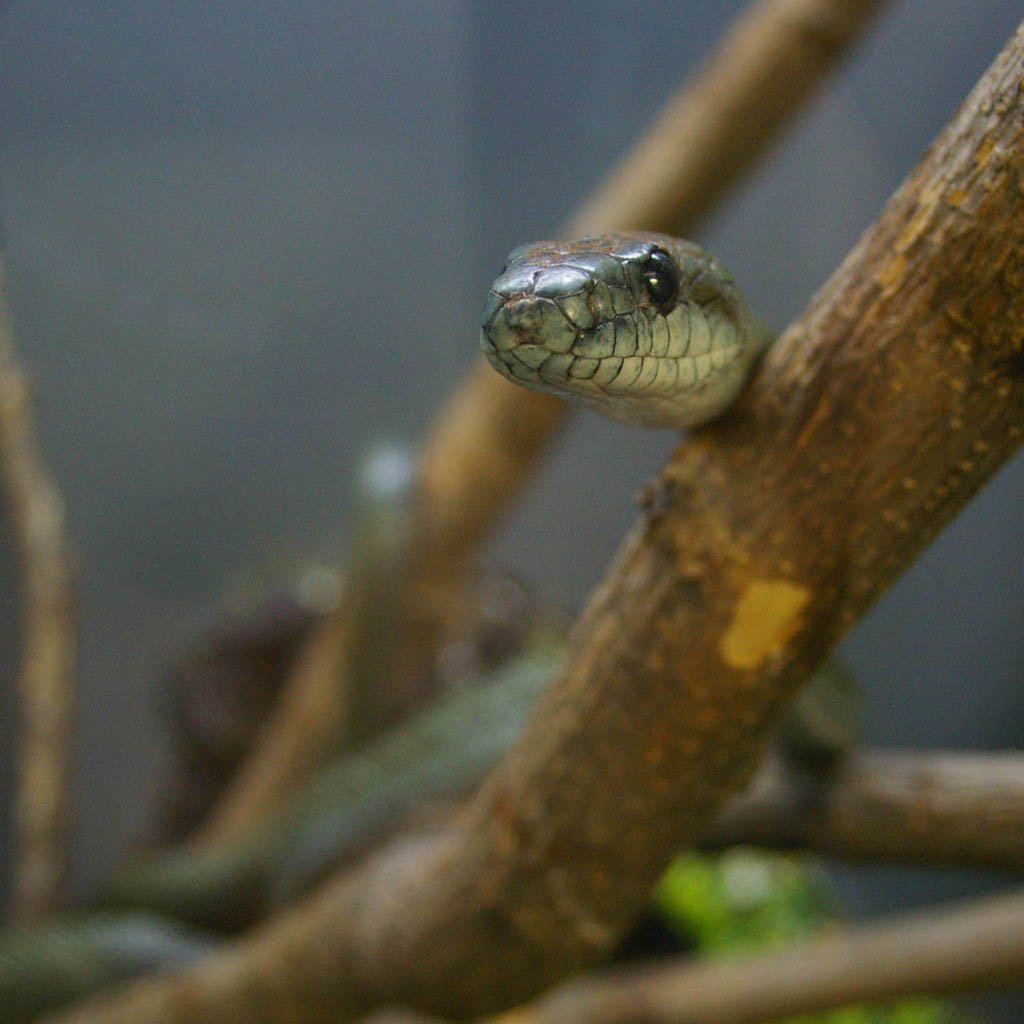
日本錦蛇

日本錦蛇身長約有100至200公分，雌蛇體格一般較雄蛇為大，軀體橫切直徑約為5公分。日本錦蛇是體型最大的日本蛇類之一，但如果包括日本西南群島範圍的蛇類在內的話，其體型則尚次於黑眉錦蛇（Elaphe taeniura）、王錦蛇（Elaphe carinata）及日本原矛頭蝮（Protobothrops flavoviridis）。日本錦蛇身體以棕色、青色及橄欖色為主。背鱗為數約有23至25排鱗片，腹鱗則有221至245片，身體兩側的鱗片非常粗糙，有強力的抓緣力，能讓日本錦蛇輕易攀上垂直的大樹。
與一般錦蛇相比，日本錦蛇的頭部較呈四角形，當牠們感到受威脅時，會從口中釋出一股臭味，以助逃逸。日本錦蛇的幼蛇階段時，外表跟日本蝮（Gloydius blomhoffii）頗為相似，時常令人混淆。這大概是日本錦蛇的一種擬態手段，利用外表模仿日本蝮以達到威嚇外敵的效果。然而畢竟有方法可以區別二者，日本錦蛇的眼睛呈圓形，而日本蝮的瞳孔則呈直線，狀如貓眼。

## 地理分布
日本錦蛇主要分布於日本地域，包括北海道、本州、四國、九州、大隅群島、國後島等，是日本本土的特有種。

## 棲息與習性
日本錦蛇多於平原、山地、森林、草原、水邊或農地中生活，擅長攀爬樹木，然而多於地面上行動。牠們既能攀上樹木，又能出沒於地底及下水道，活躍範圍相當廣泛。牠們之所以會遁入下水道中，目的是為了追捕鼠類，有時更會因此而隨老鼠竄進民居。
其攝食對象主要以鳥類、鳥蛋及小型的哺乳動物為主，幼蛇也會進食兩棲動物及其它爬蟲動物。然而日本錦蛇亦有不少天敵，包括烏鴉、金雕、豬及貉，幼蛇則常被野貓及四線錦蛇所捕食。
繁殖方面，日本錦蛇是卵生蛇類，每年約於5至6月進行交配，7至8月左右雌蛇就會開始產卵，每次能產下4至17枚蛇卵。

## 其它習性
日本錦蛇是相當接近人類聚居地的蛇類，牠們多為了捕食鼠類而進入人類的居地，另外亦會捕食由農家所飼育的雞隻。日本錦蛇多於日間活動，與人類的活動時間相當接近，因此接觸機會甚多，日本錦蛇有時也會向人類主動施展攻擊，不過一般而言蛇類都有懼怕人類的表現。
日本錦蛇棲息於溫帶地域，冬天時需要進行冬眠。因此，要飼育日本錦蛇的人，必須照顧到牠們冬眠的習性。然而，日本錦蛇既有一種獨特的臭味，又是日本常見的本土品種，所以在日本並不屬於很受歡迎的寵物蛇。而且，日本錦蛇的蛇肉亦有著臭味，不適合食用。
一類出現白化現象的日本錦蛇，被稱為「白蛇」，是很珍貴的蛇類，於日本山口縣岩國市有特定的飼育機構。當地的白蛇被稱為「岩國白蛇」，是日本國家指定的天然記念物之一。

## 外部連結
- （英文）Ratsnake.com （页面存档备份，存于）